# 檸檬 (岩崎宏美の曲)
「檸檬」（れもん）は、1982年2月5日にリリースされた岩崎宏美の27枚目のシングル。

## 概要
前年に ″草花シリーズ″ と題してしっとりした曲を歌ってきた岩崎が、1982年は「ロマンティック・ポップス」をテーマに、ということを打ち出した第1弾。しかし、レコード化の予定がなかった「聖母たちのララバイ」が次のシングルとしてミリオンセラーとなり、「ロマンティック・ポップス」というテーマはうやむやになった。
作詞家・松本隆が岩崎のシングルを担当するのは、1980年10月発売の「摩天楼」以来、5作品振りである。

## 収録曲
- 両楽曲共に、作詞：松本隆／作曲：鈴木キサブロー／編曲：萩田光雄

1. 檸檬（3分9秒）
2. 影絵（シルエット）（3分49秒）